# Bugulella
Bugulella is een mosdiertjesgeslacht uit de familie van de Bugulidae en de orde Cheilostomatida

## Soorten
- Bugulella elegans Hayward, 1978
- Bugulella fragilis Verrill, 1879
- Bugulella gracilis (Nichols, 1911)
- Bugulella klugei (Hastings, 1943)
- Bugulella problematica Hayward & Cook, 1983
- Bugulella sinica Liu, 1984

Niet geaccepteerde soorten:
- Bugulella australis Hayward & Cook, 1979 → Bugulella gracilis (Nichols, 1911)
- Bugulella clavata Hincks, 1887 → Beania clavata (Hincks, 1887)